# Tim Hronek
Tim Hronek (Traunstein, 1º giugno 1995) è uno sciatore freestyle tedesco.

## Palmarès

### Mondiali juniores
- 1 medaglia:
  - 1 argento (ski cross a Chiesa in Valmalenco 2015)

### Coppa del Mondo
- Miglior piazzamento nella Coppa del Mondo di ski cross: 12º nel 2023
- 5 podi:
  - 3 secondi posti
  - 2 terzi posti